# Ratten 2 – Sie kommen wieder!
Ratten 2 – Sie kommen wieder! (Alternativtitel: Ratten 2 – Bis das Blut gefriert) ist ein deutscher Horrorfilm aus dem Jahre 2004. Er ist die Fortsetzung von Ratten – Sie werden dich kriegen! aus dem Jahr 2001. Eine vorgesehene Fortsetzung unter dem Titel Ratten 3 – Sie kommen zurück(!) kam nicht zustande.
Die Free-TV-Premiere fand am 7. Oktober 2004 um 20:15 Uhr auf ProSieben statt und erreichte 2,94 Millionen Zuschauer bei einem Gesamtmarktanteil von 9,2 Prozent.

## Handlung
Drei Jahre nach der Rattenepidemie in Frankfurt fahren Stuffz, Honsa und Katrin zur Hochzeit ihres Freundes Axel. Kurz nach ihrer Ankunft wird die Assistentin Axels tot aufgefunden – angeblich getötet von einem wilden Hund. Aber Katrin ist sich sicher, dass es kein Hund war, der die junge Frau getötet hat, sondern dass es Ratten waren. Als kurz darauf im Kanalsystem eine weitere Leiche gefunden wird, wird Katrins Vermutung zur Gewissheit: Die Ratten greifen wieder an, und es ist erneut ihre Aufgabe, die Invasion der kleinen Nager zu stoppen. Professor Matthäi erkennt, dass einige seiner Versuchsratten entkommen sind und sich vermehrt haben. Als er deshalb in der alten Abdeckerei eine Ratte einfangen will, wird er von einer ganzen Horde Ratten angegriffen und getötet. Dabrock und seine Freunde finden Matthäis Leiche und werden ebenfalls angegriffen. Auf der Flucht, stürzt Dabrock in den Tod, während die anderen entkommen können. Stuffz-Hubert und Svenja erkennen, dass Matthäi die Gene der Ratten manipuliert hatte, damit sie im Winter sterben und so eine Rattenplage für alle Zeiten ausgeschlossen wäre. Einige Ratten würden immer überleben und sich wieder vermehren. Jedoch werden die Ratten aggressiv, sobald die Temperatur sich dem tödlichen Niveau nähert. Um die Rattenplage zu beenden, locken sie die Ratten in eine verlassene Fabrik und Stuffz-Hubert sprengt Stickstoff-Flaschen, sodass die Ratten erfrieren.

## Kritik
Das Lexikon des internationalen Films urteilte, es handle sich „[w]eitgehend“ um ein „solide Fernsehproduktion“ und erfülle „triviale Genrestandards“.